# Martin Berteau
Pour les articles homonymes, voir Berteau.
Martin Berteau (baptisé le 3 février 1691 à Valenciennes - mort le 22 janvier 1771 à Angers) est un violoncelliste, pédagogue et compositeur français, fondateur de l'école française de violoncelle.

## Biographie
Joueur de basse de viole, Berteau marque très vite son intérêt pour un instrument apparu en Italie au cours du XVIIe siècle : le violoncelle. Travailleur acharné, il approfondira la technique de jeu de cet instrument, notamment la manière de tenir l'archet, et révolutionnera ainsi la manière de « toucher la basse. » 
Très justement considéré comme le fondateur de l'École française de violoncelle, il transmettra son savoir avec générosité et excellence, en grand pédagogue, à ses illustres élèves : le Dauphin, fils de Louis XV ; aux frères valenciennois Jean-Baptiste Janson (1742-1804) et Louis Auguste Joseph (1749-1815) ; Joseph Rey (1738-1811) ; Jean-Pierre Duport, dit "l’Aîné" (1741-1818), ou encore Joseph Tillière, "violoncelliste ordinaire de l'Académie royale de musique", auteur d'une Méthode pour le violoncelle parue en 1764 et Jean-Baptiste Bréval (1753-1823), très certainement son dernier élève, auteur d'un Traité de violoncelle paru à Paris chez Imbault en 1804.

## Sources
1. ↑  KEEO, « BERTEAU, Martin (1691-1771) », sur harmoniasacra.com (consulté le 18 mai 2023).